# Папирус на Едуин Смит
Хирургическият папирус Едуин Смит се смята за най-важните медицински текстове от Древен Египет. Това е един от най-старите образци за древна медицинска литература.
Папирусът датира от XVI век пр.н.е. По всяка вероятност записаният на него текст е съставен още в епохата на Старото царство, т.е. около 1000 години преди самото създаване на папируса.
В папируса са описани различни травми на човешкото тяло и способите за тяхното лечение. Той може да се раздели на 48 раздела, посветени на различните болести, които имат сходна структура:
- название;
- симптоми;
- диагноза;
- заключение;
- лечение.

Папирусът е наречен в чест на американския археолог Едуин Смит, който придобива този папирус за колекцията си през 1862 г., купувайки го в Луксор от търговец на име Мустафа Ага. Въпреки че съзнава важността на написаното, той така и не го публикува. Умира през 1906 г., оставяйки го на дъщеря си, която го дарява на Нюйоркското историческо общество. Организацията дава ръкописа за превод на Джеймс Брестед, задача, която той завършва през 1930 г.